# Нивиця
Нивиця (словен. Njivica) — поселення в общині Крань, Горенський регіон, Словенія. Висота над рівнем моря: 514,8 м.